# 菖蒲川 (埼玉県)
菖蒲川（しょうぶがわ）は、埼玉県戸田市および川口市を流れる荒川水系荒川支流の一級河川である。

## 地理
戸田市の南部を西から東に向かって流れる。戸田市南町の上戸田川合流点より下流から一級河川に指定されている。その上流の埼玉県道68号線あたりで土管より水が流れ出ている。それより上流は暗渠と推測される。
上流部では、300メートル南に戸田漕艇場が平行して細長く横たわる。また、下前谷橋までは両岸に桜が植樹され桜並木が整備されている。堤防にそって流れ、戸田漕艇場からの排水路（現在は暗渠で、戸田橋親水公園として整備されている。）を合わせ、東北・上越新幹線、中山道と交差する。さらに東へ流れ、川口市の南西部で南に転じ、三領水門で荒川に合流する。
かつて下戸田に存在した菖蒲沼が名前の由来である。

## 水質
宅地や工場が立地する戸田市を流れる典型的な都市河川である。すぐ西を流れる笹目川と同様に自然河川ではなく、菖蒲沼があった湿地帯を治水のために掘られた川である。そのため流れが悪く汚濁が問題になっている。中山道を越えたあたりは川幅が広く水量も多いが、水質は悪くヘドロが浮いているところもある。現在は、流域自治体や周辺市民団体の努力により、改善の方向に向かっている。
近隣の笹目川や上戸田川と同じく2006年（平成18年）7月9日より荒川の導水し、上流部から浄化のために流している。流量は1.0m³/sで、笹目川への放流より3倍以上も多い。しばらくは試験運用により浄化効果を検証して効果的な運用方法の検討を行い、2009年（平成21年）4月から正式運用に移行する予定である。

## 支流
上流から
- 上戸田川 - 準用河川
- 緑川

## 橋梁
上流から
- 氷川橋
- 上原橋
- 中之橋
- 下洞橋
- 下町橋
- 金森橋
- 金前橋
- 前谷橋
- 下前谷橋
- 眼鐘橋
- 大前橋 - （大前橋通）
- 一本橋
- 文展橋
- 榎橋
- 上前橋
- 竜作橋
- 羽黒橋
- JR埼京線・東北新幹線
- 曲尺手橋 - （国道17号（中山道））
- 川岸橋
- 菖蒲橋
- 緑橋
- 三領水門橋 - （荒川通）